# Crocidura beccarii
Crocidura beccarii es una especie de musaraña (mamífero placentario de la familia de los sorícidos).

## Hábitat
Se encuentra entre 1.800 y 2.200 m de altitud.

## Distribución geográfica
Es un endemismo del norte y el oeste de Sumatra (Indonesia).

## Estado de conservación
La desforestación causada por la agricultura, la industria de la madera y los asentamientos humanos representan las principales amenazas para esta especie.